# 卡佐德拉尔布斯
卡佐德拉尔布斯（法語：Cazeaux-de-Larboust）是法国上加龙省的一个市镇，属于圣戈当区（Saint-Gaudens）巴涅雷德吕雄县（Bagnères-de-Luchon）。该市镇总面积19.14平方公里，2009年时的人口为92人。

## 人口
卡佐德拉尔布斯人口变化图示